# ديفيريت (نيويورك)
ديفيريت (بالإنجليزية: Deferiet, New York)‏ هي منطقة سكنية تقع في الولايات المتحدة في مقاطعة جيفيرسون.  يقدر عدد سكانها بـ 294 نسمة .